# Lista tomów serii Jujutsu Kaisen
Ten artykuł zawiera listę tomów serii Jujutsu Kaisen autorstwa Gege Akutami, publikowanej w magazynie „Shūkan Shōnen Jump” wydawnictwa Shūeisha od 5 marca 2018 do 30 września 2024. Jej 271 rozdziałów zebrano w 30 tankōbonach, wydawanych od 4 lipca 2019 do 25 grudnia 2024.
W Polsce prawa do dystrybucji mangi nabyło wydawnictwo Waneko, natomiast premiera pierwszego tomu odbyła się 5 maja 2021.
| Nr | Język japoński      | Język japoński         | Język polski     | Język polski           |
| Nr | Data wydania        | ISBN                   | Data wydania     | ISBN                   |
| --- | ------------------- | ---------------------- | ---------------- | ---------------------- |
| 1 | 4 lipca 2018        | ISBN 978-4-08-881516-9 | 5 maja 2021      | ISBN 978-83-8096-466-2 |
| Lista rozdziałów - 001. Sukuna Dwulicy (jap. 両面宿儺 Ryōmen Sukuna) - 002. Potajemna egzekucja (jap. 秘匿死刑 Hitoku shikei) - 003. Dla siebie samego (jap. 自分のために Jibun no tame ni) - 004. Dziewczyna o żelaznych kościach (jap. 鉄骨娘 Tekkotsu musume) - 005. Początek (jap. 始まり Hajimari) - 006. Przeklęte łono cz. 1 (jap. 呪胎戴天 Jutai taiten) - 007. Przeklęte łono cz. 2 (jap. 呪胎戴天 -弐- Jutai taiten -ni-) |                     |                        |                  |                        |
| 2 | 4 września 2018     | ISBN 978-4-08-881608-1 | 7 lipca 2021     | ISBN 978-83-8096-467-9 |
| Lista rozdziałów - 008. Przeklęte łono cz. 3 (jap. 呪胎戴天 -参- Jutai taiten -san-) - 009. Przeklęte łono cz. 4 (jap. 呪胎戴天 -肆- Jutai taiten -shi-) - 010. Po deszczu (jap. 雨後 Ugo) - 011. Marzenie (jap. ある夢想 Aru musō) - 012. Parcie do przodu (jap. 邁進 Maishin) - 013. Oglądanie filmów (jap. 映画鑑賞 Eiga kanshō) - 014. Niespodziewany atak (jap. 急襲 Kyūshū) - 015. Domena (jap. 展開 Tenkai) - 016. Uczucia (jap. 情 Jō) |                     |                        |                  |                        |
| 3 | 4 grudnia 2018      | ISBN 978-4-08-881666-1 | 8 września 2021  | ISBN 978-83-8096-468-6 |
| Lista rozdziałów - 017. Nudy (jap. 退屈 Taikutsu) - 018. Samo dno (jap. 底辺 Teihen) - 019. Narybek i kara niebios cz. 1 (jap. 幼魚と逆罰 Yōgyo to sakabachi) - 020. Narybek i kara niebios cz. 2 (jap. 幼魚と逆罰 -弐- Yōgyo to sakabachi -ni-) - 021. Narybek i kara niebios cz. 3 (jap. 幼魚と逆罰 -参- Yōgyo to sakabachi -san-) - 022. Narybek i kara niebios cz. 4 (jap. 幼魚と逆罰 -肆- Yōgyo to sakabachi -shi-) - 023. Narybek i kara niebios cz. 5 (jap. 幼魚と逆罰 -伍- Yōgyo to sakabachi -go-) - 024. Narybek i kara niebios cz. 6 (jap. 幼魚と逆罰 -陸- Yōgyo to sakabachi -roku-) - 025. Wąskie horyzonty (jap. 固陋蠢愚 Korōshungu) |                     |                        |                  |                        |
| 4 | 4 marca 2019        | ISBN 978-4-08-881756-9 | 5 listopada 2021 | ISBN 978-83-8096-470-9 |
| Lista rozdziałów - 026. Do ciebie z przyszłości (jap. いつかの君へ Itsuka no kimi e) - 027. Na przykład (jap. もしも Moshimo) - 028. Zamorduję! (jap. 殺してやる Koroshite yaru) - 029. Rozwój (jap. 成長 Seichō) - 030. Samowola (jap. 我儘 Wagamama) - 031. Do jutra! (jap. また明日 Mata ashita) - 032. Wyrzuty sumienia (jap. 反省 Hansei) - 033. Zjazd integracyjny z TJK – rywalizacja drużynowa cz. 0 (jap. 京都姉妹校交流会 -団体戦⓪- Kyōto shimai-kō kōryū-kai -dantai-sen ⓪-) - 034. Zjazd integracyjny z TJK – rywalizacja drużynowa cz. 1 (jap. 京都姉妹校交流会 -団体戦①- Kyōto shimai-kō kōryū-kai -dantai-sen ①-) |                     |                        |                  |                        |
| 5 | 2 maja 2019         | ISBN 978-4-08-881828-3 | 4 stycznia 2022  | ISBN 978-83-8096-471-6 |
| Lista rozdziałów - 035. Zjazd integracyjny z TJK – rywalizacja drużynowa cz. 2 (jap. 京都姉妹校交流会 -団体戦②- Kyōto shimai-kō kōryū-kai -dantai-sen ②-) - 036. Zjazd integracyjny z TJK – rywalizacja drużynowa cz. 3 (jap. 京都姉妹校交流会 -団体戦③- Kyōto shimai-kō kōryū-kai -dantai-sen ③-) - 037. Zjazd integracyjny z TJK – rywalizacja drużynowa cz. 4 (jap. 京都姉妹校交流会 -団体戦④- Kyōto shimai-kō kōryū-kai -dantai-sen ④-) - 038. Zjazd integracyjny z TJK – rywalizacja drużynowa cz. 5 (jap. 京都姉妹校交流会 -団体戦⑤- Kyōto shimai-kō kōryū-kai -dantai-sen ⑤-) - 039. Zjazd integracyjny z TJK – rywalizacja drużynowa cz. 6 (jap. 京都姉妹校交流会 -団体戦⑥- Kyōto shimai-kō kōryū-kai -dantai-sen ⑥-) - 040. Zjazd integracyjny z TJK – rywalizacja drużynowa cz. 7 (jap. 京都姉妹校交流会 -団体戦⑦- Kyōto shimai-kō kōryū-kai -dantai-sen ⑦-) - 041. Zjazd integracyjny z TJK – rywalizacja drużynowa cz. 8 (jap. 京都姉妹校交流会 -団体戦⑧- Kyōto shimai-kō kōryū-kai -dantai-sen ⑧-) - 042. Zjazd integracyjny z TJK – rywalizacja drużynowa cz. 9 (jap. 京都姉妹校交流会 -団体戦⑨- Kyōto shimai-kō kōryū-kai -dantai-sen ⑨-) - 043. Zjazd integracyjny z TJK – rywalizacja drużynowa cz. 10 (jap. 京都姉妹校交流会 -団体戦⑩- Kyōto shimai-kō kōryū-kai -dantai-sen ⑩-) |                     |                        |                  |                        |
| 6 | 4 lipca 2019        | ISBN 978-4-08-881876-4 | 4 marca 2022     | ISBN 978-83-8096-472-3 |
| Lista rozdziałów - 044. Zjazd integracyjny z TJK – rywalizacja drużynowa cz. 11 (jap. 京都姉妹校交流会 -団体戦⑪- Kyōto shimai-kō kōryū-kai -dantai-sen ⑪-) - 045. Mędrcy (jap. 賢者 Kenja) - 046. Czas (jap. 時間 Jikan) - 047. Zaklęta broń (jap. 呪具 Jugu) - 048. Czarny błysk (jap. 黒閃 Kokusen) - 049. Spętanie (jap. 窮屈 Kyūkutsu) - 050. Przeczucie (jap. 予感 Yokan) - 051. Kwiecista ofiara (jap. 供花 Kuge) - 052. Niestandardowy (jap. 規格外 Kikaku-gai) |                     |                        |                  |                        |
| 7 | 4 października 2019 | ISBN 978-4-08-882076-7 | 5 maja 2022      | ISBN 978-83-8242-271-9 |
| Lista rozdziałów - 053. Osiągnięcie (jap. 完遂 Kansui) - 054. Bejsbol w Technikum Jujutsu (jap. 呪術甲子園 Jujutsu Kōshien) - 055. Źródło posłuszeństwa (jap. 起首雷同 Kishu raidō) - 056. Źródło posłuszeństwa cz. 2 (jap. 起首雷同 -弐- Kishu raidō -ni-) - 057. Źródło posłuszeństwa cz. 3 (jap. 起首雷同 -参- Kishu raidō -san-) - 058. Źródło posłuszeństwa cz. 4 (jap. 起首雷同 -肆- Kishu raidō -shi-) - 059. Źródło posłuszeństwa cz. 5 (jap. 起首雷同 -伍- Kishu raidō -go-) - 060. Źródło posłuszeństwa cz. 6 (jap. 起首雷同 -陸- Kishu raidō -roku-) - 061. Źródło posłuszeństwa cz. 7 (jap. 起首雷同 -漆- Kishu raidō -shichi-) |                     |                        |                  |                        |
| 8 | 4 stycznia 2020     | ISBN 978-4-08-882168-9 | 6 lipca 2022     | ISBN 978-83-8242-272-6 |
| Lista rozdziałów - 062. Źródło posłuszeństwa cz. 8 (jap. 起首雷同-捌- Kishu raidō -hachi-) - 063. Współnicy w zbrodni (jap. 共犯 Kyōhan) - 064. O to chodzi (jap. そういうこと Sō iu koto) - 065. Ukryty potencjał cz. 1 (jap. 壊玉 Kaigyoku) - 066. Ukryty potencjał cz. 2 (jap. 壊玉ー弐ー Kaigyoku -ni-) - 067. Ukryty potencjał cz. 3 (jap. 壊玉ー参ー Kaigyoku -san-) - 068. Ukryty potencjał cz. 4 (jap. 壊玉ー肆ー Kaigyoku -shi-) - 069. Ukryty potencjał cz. 5 (jap. 壊玉ー伍ー Kaigyoku -go-) - 070. Ukryty potencjał cz. 6 (jap. 壊玉ー陸ー Kaigyoku -roku-) |                     |                        |                  |                        |
| 9 | 4 stycznia 2020     | ISBN 978-4-08-882218-1 | 5 września 2022  | ISBN 978-83-8242-273-3 |
| Lista rozdziałów - 071. Ukryty potencjał cz. 7 (jap. 壊玉ー漆ー Kaigyoku -shichi-) - 072. Ukryty potencjał cz. 8 (jap. 壊玉ー捌ー Kaigyoku -hachi-) - 073. Ukryty potencjał cz. 9 (jap. 壊玉ー玖ー Kaigyoku -ku-) - 074. Ukryty potencjał cz. 10 (jap. 壊玉ー拾ー Kaigyoku -jū-) - 075. Ukryty potencjał cz. 1 (jap. 壊玉ー拾壱ー Kaigyoku -jū ichi-) - 076. Przedwczesna śmierć cz. 1 (jap. 玉折 Gyokusetsu) - 077. Przedwczesna śmierć cz. 2 (jap. 玉折 -弐- Gyokusetsu -ni-) - 078. Przedwczesna śmierć cz. 3 (jap. 玉折 -参- Gyokusetsu -san-) - 079. Ciąg dalszy (jap. これからの話 Kore kara no hanashi) |                     |                        |                  |                        |
| 10 | 4 marca 2020        | ISBN 978-4-08-882274-7 | 4 listopada 2022 | ISBN 978-83-8242-274-0 |
| Lista rozdziałów - 080. Wieczorny festiwal cz. 1 (jap. 宵祭り Yoimatsuri) - 081. Wieczorny festiwal cz. 2 (jap. 宵祭り-弐- Yoimatsuri -ni-) - 082. Wieczorny festiwal cz. 3 (jap. 宵祭り-参- Yoimatsuri -san-) - 083. Incydent w Shibuyi cz. 1 (jap. 渋谷事変① Shibuya jihen 1) - 084. Incydent w Shibuyi cz. 2 (jap. 渋谷事変② Shibuya jihen 2) - 085. Incydent w Shibuyi cz. 3 (jap. 渋谷事変③ Shibuya jihen 3) - 086. Incydent w Shibuyi cz. 4 (jap. 渋谷事変④ Shibuya jihen 4) - 087. Incydent w Shibuyi cz. 4 (jap. 渋谷事変⑤ Shibuya jihen 5) - 088. Incydent w Shibuyi cz. 5 (jap. 渋谷事変⑥ Shibuya jihen 6) |                     |                        |                  |                        |
| 11 | 4 czerwca 2020      | ISBN 978-4-08-882296-9 | 4 stycznia 2023  | ISBN 978-83-8242-275-7 |
| Lista rozdziałów - 089. Incydent w Shibuyi cz. 7 (jap. 渋谷事変⑦ Shibuya jihen 7) - 090. Incydent w Shibuyi cz. 8 (jap. 渋谷事変⑧ Shibuya jihen 8) - 091. Incydent w Shibuyi cz. 9 (jap. 渋谷事変⑨ Shibuya jihen 9) - 092. Incydent w Shibuyi cz. 10 (jap. 渋谷事変⑩ Shibuya jihen 10) - 093. Incydent w Shibuyi cz. 11 (jap. 渋谷事変⑪ Shibuya jihen 11) - 094. Incydent w Shibuyi cz. 12 (jap. 渋谷事変⑫ Shibuya jihen 12) - 095. Incydent w Shibuyi cz. 13 (jap. 渋谷事変⑬ Shibuya jihen 13) - 096. Incydent w Shibuyi cz. 14 (jap. 渋谷事変⑭ Shibuya jihen 14) - 097. Incydent w Shibuyi cz. 15 (jap. 渋谷事変⑮ Shibuya jihen 15) |                     |                        |                  |                        |
| 12 | 4 sierpnia 2020     | ISBN 978-4-08-882381-2 | 7 marca 2023     | ISBN 978-83-8242-276-4 |
| Lista rozdziałów - 098. Incydent w Shibuyi cz. 16 (jap. 渋谷事変⑯ Shibuya jihen 16) - 099. Incydent w Shibuyi cz. 17 (jap. 渋谷事変⑰ Shibuya jihen 17) - 100. Incydent w Shibuyi cz. 18 (jap. 渋谷事変⑱ Shibuya jihen 18) - 101. Incydent w Shibuyi cz. 19 (jap. 渋谷事変⑲ Shibuya jihen 19) - 102. Incydent w Shibuyi cz. 20 (jap. 渋谷事変⑳ Shibuya jihen 20) - 103. Incydent w Shibuyi cz. 21 (jap. 渋谷事変㉑ Shibuya jihen 21) - 104. Incydent w Shibuyi cz. 22 (jap. 渋谷事変㉒ Shibuya jihen 22) - 105. Incydent w Shibuyi cz. 23 (jap. 渋谷事変㉓ Shibuya jihen 23) - 106. Incydent w Shibuyi cz. 24 (jap. 渋谷事変㉔ Shibuya jihen 24) |                     |                        |                  |                        |
| 13 | 2 października 2020 | ISBN 978-4-08-882429-1 | 4 maja 2023      | ISBN 978-83-8242-277-1 |
| Lista rozdziałów - 107. Incydent w Shibuyi cz. 25 (jap. 渋谷事変㉕ Shibuya jihen 25) - 108. Incydent w Shibuyi cz. 26 (jap. 渋谷事変㉖ Shibuya jihen 26) - 109. Incydent w Shibuyi cz. 27 (jap. 渋谷事変㉗ Shibuya jihen 27) - 110. Incydent w Shibuyi cz. 28 (jap. 渋谷事変㉘ Shibuya jihen 28) - 111. Incydent w Shibuyi cz. 29 (jap. 渋谷事変㉙ Shibuya jihen 29) - 112. Incydent w Shibuyi cz. 30 (jap. 渋谷事変㉚ Shibuya jihen 30) - 113. Incydent w Shibuyi cz. 31 (jap. 渋谷事変㉛ Shibuya jihen 31) - 114. Incydent w Shibuyi cz. 32 (jap. 渋谷事変㉜ Shibuya jihen 32) - 115. Incydent w Shibuyi cz. 33 (jap. 渋谷事変㉝ Shibuya jihen 33) |                     |                        |                  |                        |
| 14 | 4 stycznia 2021     | ISBN 978-4-08-882534-2 | 5 lipca 2023     | ISBN 978-83-8242-278-8 |
| Lista rozdziałów - 116. Incydent w Shibuyi cz. 34 (jap. 渋谷事変㉞ Shibuya jihen 34) - 117. Incydent w Shibuyi cz. 35 (jap. 渋谷事変㉟ Shibuya jihen 35) - 118. Incydent w Shibuyi cz. 36 (jap. 渋谷事変㊱ Shibuya jihen 36) - 119. Incydent w Shibuyi cz. 37 (jap. 渋谷事変㊲ Shibuya jihen 37) - 120. Incydent w Shibuyi cz. 38 (jap. 渋谷事変㊳ Shibuya jihen 38) - 121. Incydent w Shibuyi cz. 39 (jap. 渋谷事変㊴ Shibuya jihen 39) - 122. Incydent w Shibuyi cz. 40 (jap. 渋谷事変㊵ Shibuya jihen 40) - 123. Incydent w Shibuyi cz. 41 (jap. 渋谷事変㊶ Shibuya jihen 41) - 124. Incydent w Shibuyi cz. 42 (jap. 渋谷事変㊷ Shibuya jihen 42) |                     |                        |                  |                        |
| 15 | 4 marca 2021        | ISBN 978-4-08-882581-6 | 5 września 2023  | ISBN 978-83-8242-279-5 |
| Lista rozdziałów - 125. Historia tamtej dziewczyny (jap. あの子の話 Ano ko no hanashi) - 126. Incydent w Shibuyi cz. 43 (jap. 渋谷事変㊸ Shibuya jihen 43) - 127. Incydent w Shibuyi cz. 44 (jap. 渋谷事変㊹ Shibuya jihen 44) - 128. Incydent w Shibuyi cz. 45 (jap. 渋谷事変㊺ Shibuya jihen 45) - 129. Incydent w Shibuyi cz. 46 (jap. 渋谷事変㊻ Shibuya jihen 46) - 130. Incydent w Shibuyi cz. 47 (jap. 渋谷事変㊼ Shibuya jihen 47) - 131. Incydent w Shibuyi cz. 48 (jap. 渋谷事変㊽ Shibuya jihen 48) - 132. Incydent w Shibuyi cz. 49 (jap. 渋谷事変㊾ Shibuya jihen 49) - 133. Incydent w Shibuyi cz. 50 (jap. 渋谷事変㊿ Shibuya jihen 50) |                     |                        |                  |                        |
| 16 | 4 czerwca 2021      | ISBN 978-4-08-882688-2 | 6 listopada 2023 | ISBN 978-83-8242-280-1 |
| Lista rozdziałów - 134. Incydent w Shibuyi cz. 51 (jap. 渋谷事変 51 Shibuya jihen 51) - 135. Incydent w Shibuyi cz. 52 (jap. 渋谷事変 52 Shibuya jihen 52) - 136. Incydent w Shibuyi cz. 53 (jap. 渋谷事変 53 Shibuya jihen 53) - 137. Twarda biel (jap. 堅白 Kenpaku) - 138. Ród Zenin (jap. 禪院家 Zen’in-ka) - 139. Myśliwi (jap. 狩人 Kariudo) - 140. Egzekucja (jap. 執行 Shikkō) - 141. Ktoś za mną (jap. うしろのしょうめん Ushiro no shōmen) - 142. Plecy starszego brata (jap. お兄ちゃんの背中 Onii-chan no senaka) |                     |                        |                  |                        |
| 17 | 4 października 2021 | ISBN 978-4-08-882736-0 | 5 stycznia 2024  | ISBN 978-83-8242-281-8 |
| Lista rozdziałów - 143. Jeszcze raz (jap. もう一度 Mō ichido) - 144. To miejsce (jap. あの場所 Ano basho) - 145. Tył (jap. 裏 Ura) - 146. O Igrzyskach Migracyjnych (jap. 死滅回遊について Shimetsukaiyū ni tsuite) - 147. Nawet pandy (jap. パンダだって Panda datte) - 148. Ku doskonałości cz. 1 (jap. 葦を啣む Ashi o fukumu) - 149. Ku doskonałości cz. 2 (jap. 葦を啣む-弐- Ashi o fukumu -ni-)) - 150. Ku doskonałości cz. 3 (jap. 葦を啣む-参- Ashi o fukumu -san-) - 151. Ku doskonałości cz. 4 (jap. 葦を啣む-肆- Ashi o fukumu -shi-) - 152. Ku doskonałości – epilog (jap. 葦を啣む-跋- Ashi o fukumu -batsu-) |                     |                        |                  |                        |
| 18 | 25 grudnia 2021     | ISBN 978-4-08-882848-0 | 5 marca 2024     | ISBN 978-83-8242-282-5 |
| Lista rozdziałów - 153. Obstawiane walki (jap. 賭け試合 Kake jiai) - 154. Infiltracja (jap. 潜入 Sen’nyū) - 155. Gorączka (jap. 熱 Netsu) - 156. Świecące gwiazdy (jap. きらきら星 Kirakira boshi) - 157. Trybik (jap. 部品 Buhin) - 158. Kogane (jap. コガネ) - 159. Osąd (jap. 裁き Sabaki) - 160. Kolonie (jap. 結界 Kekkai) - 161. Kolonia Tokio nr 1 cz. 1 (jap. 東京第1結界① Tōkyō dai-ichi koronī 1) |                     |                        |                  |                        |
| Nota: ISBN 978-4-08-908413-7 w przypadku edycji specjalnej zawierającej kalendarz z akrylowym stojakiem oraz 32 zawieszkami znaków. |                     |                        |                  |                        |
| 19 | 4 kwietnia 2022     | ISBN 978-4-08-883068-1 | 7 maja 2024      | ISBN 978-83-8242-787-5 |
| Lista rozdziałów - 162. Kolonia Tokio nr 1 cz. 2 (jap. 東京第1結界② Tōkyō dai-ichi koronī 2) - 163. Kolonia Tokio nr 1 cz. 3 (jap. 東京第1結界③ Tōkyō dai-ichi koronī 3) - 164. Kolonia Tokio nr 1 cz. 4 (jap. 東京第1結界④ Tōkyō dai-ichi koronī 4) - 165. Kolonia Tokio nr 1 cz. 5 (jap. 東京第1結界⑤ Tōkyō dai-ichi koronī 5) - 166. Kolonia Tokio nr 1 cz. 6 (jap. 東京第1結界⑥ Tōkyō dai-ichi koronī 6) - 167. Kolonia Tokio nr 1 cz. 7 (jap. 東京第1結界⑦ Tōkyō dai-ichi koronī 7) - 168. Kolonia Tokio nr 1 cz. 8 (jap. 東京第1結界⑧ Tōkyō dai-ichi koronī 8) - 169. Kolonia Tokio nr 1 cz. 9 (jap. 東京第1結界⑨ Tōkyō dai-ichi koronī 9) - 170. Kolonia Tokio nr 1 cz. 10 (jap. 東京第1結界⑩ Tōkyō dai-ichi koronī 10) - 171. Kolonia Tokio nr 1 cz. 11 (jap. 東京第1結界⑪ Tōkyō dai-ichi koronī 11) |                     |                        |                  |                        |
| Nota: ISBN 978-4-08-908414-4 w przypadku edycji specjalnej zawierającej nagrania dźwięków przedmiotów ukrytych w „Incydencie Shibuya” wykonane w październiku 2018 oraz zdjęcia z witryny. |                     |                        |                  |                        |
| 20 | 4 sierpnia 2022     | ISBN 978-4-08-883201-2 | 4 lipca 2024     | ISBN 978-83-8242-788-2 |
| Lista rozdziałów - 172. Kolonia Tokio nr 1 cz. 12 (jap. 東京第1結界⑫ Tōkyō dai-ichi koronī 12) - 173. Kolonia Tokio nr 1 cz. 13 (jap. 東京第1結界⑬ Tōkyō dai-ichi koronī 13) - 174. Kolonia Sendai cz. 1 (jap. 仙台結界① Sendai koronī 1) - 175. Kolonia Sendai cz. 2 (jap. 仙台結界② Sendai koronī 2) - 176. Kolonia Sendai cz. 3 (jap. 仙台結界③ Sendai koronī 3) - 177. Kolonia Sendai cz. 4 (jap. 仙台結界④ Sendai koronī 4) - 178. Kolonia Sendai cz. 5 (jap. 仙台結界⑤ Sendai koronī 5) - 179. Kolonia Sendai cz. 6 (jap. 仙台結界⑥ Sendai koronī 6) - 180. Kolonia Sendai cz. 7 (jap. 仙台結界⑦ Sendai koronī 7) |                     |                        |                  |                        |
| Nota: ISBN 978-4-08-908434-2 w przypadku edycji specjalnej zawierającej zestaw 20 specjalnych pinów. |                     |                        |                  |                        |
| 21 | 2 grudnia 2022      | ISBN 978-4-08-883311-8 | 5 września 2024  | ISBN 978-83-8242-789-9 |
| Lista rozdziałów - 181. Kolonia Tokio nr 2 cz. 1 (jap. 東京第2結界① Tōkyō dai-ni koronī 1) - 182. Kolonia Tokio nr 2 cz. 2 (jap. 東京第2結界② Tōkyō dai-ni koronī 2) - 183. Kolonia Tokio nr 2 cz. 3 (jap. 東京第2結界③ Tōkyō dai-ni koronī 3) - 184. Kolonia Tokio nr 2 cz. 4 (jap. 東京第2結界④ Tōkyō dai-ni koronī 4) - 185. Pa, pa (jap. バイバイ Baibai) - 186. Kolonia Tokio nr 2 cz. 5 (jap. 東京第2結界⑤ Tōkyō dai-ni koronī 5) - 187. Kolonia Tokio nr 2 cz. 6 (jap. 東京第2結界⑥ Tōkyō dai-ni koronī 6) - 188. Kolonia Tokio nr 2 cz. 7 (jap. 東京第2結界⑦ Tōkyō dai-ni koronī 7) - 189. Kolonia Tokio nr 2 cz. 8 (jap. 東京第2結界⑧ Tōkyō dai-ni koronī 8) - 190. Kolonia Tokio nr 2 cz. 9 (jap. 東京第2結界⑨ Tōkyō dai-ni koronī 9) |                     |                        |                  |                        |
| 22 | 3 marca 2023        | ISBN 978-4-08-883434-4 | 5 listopada 2024 | ISBN 978-83-8242-790-5 |
| Lista rozdziałów - 191. Kolonia Sakurajima cz. 1 (jap. 桜島結界① Sakura-jima koronī 1) - 192. Kolonia Sakurajima cz. 2 (jap. 桜島結界② Sakura-jima koronī 2) - 193. Kolonia Sakurajima cz. 3 (jap. 桜島結界③ Sakura-jima koronī 3) - 194. Kolonia Sakurajima cz. 4 (jap. 桜島結界④ Sakura-jima koronī 4) - 195. Kolonia Sakurajima cz. 5 (jap. 桜島結界⑤ Sakura-jima koronī 5) - 196. Kolonia Sakurajima cz. 6 (jap. 桜島結界⑥ Sakura-jima koronī 6) - 197. Kolonia Sakurajima cz. 7 (jap. 桜島結界⑦ Sakura-jima koronī 7) - 198. Kolonia Sakurajima cz. 8 (jap. 桜島結界⑧ Sakura-jima koronī 8) - 199. Przezwiska (jap. 仇名 Adana) |                     |                        |                  |                        |
| 23 | 4 lipca 2023        | ISBN 978-4-08-883628-7 | 7 stycznia 2025  | ISBN 978-83-8242-791-2 |
| Lista rozdziałów - 200. Chokusetsu kaidan 1 (jap. 直接会談①) - 201. Chokusetsu kaidan 2 (jap. 直接会談②) - 202. Chi to abura (jap. 血と油) - 203. Chi to abura 2 (jap. 血と油②) - 204. Chi to abura 3 (jap. 血と油③) - 205. Hoshi to abura (jap. 星と油) - 206. Hoshi to abura 2 (jap. 星と油②) - 207. Hoshi to abura 3 (jap. 星と油③) - 208. Hoshi to abura 4 (jap. 星と油④) |                     |                        |                  |                        |
| 24 | 4 października 2023 | ISBN 978-4-08-883670-6 | 6 marca 2025     | ISBN 978-83-8242-792-9 |
| Lista rozdziałów - 209. Michi e no kumotsu (jap. 未知への供物) - 210. Michi e no kumotsu 2 (jap. 未知への供物②) - 211. Umu (jap. 熟む) - 212. Umu 2 (jap. 膿む②) - 213. Jutai taiten -go- (jap. 呪胎戴天 -伍-) - 214. Jutai taiten -roku- (jap. 呪胎戴天 -陸-) - 215. Jutai taiten -shichi- (jap. 呪胎戴天 -漆-) - 216. Yoku (jap. 浴) - 217. Yoku 2 (jap. 浴②) |                     |                        |                  |                        |
| 25 | 4 stycznia 2024     | ISBN 978-4-08-883799-4 | 5 maja 2025      | ISBN 978-83-8242-793-6 |
| Lista rozdziałów - 218. Yoku 3 (jap. 浴③) - 219. Yoku 4 (jap. 浴④) - 220. Jijō jibaku (jap. 自浄自縛) - 221. Tokusō (jap. 得喪) - 222. Yochō (jap. 予兆) - 223. Jingai makyō Shinjuku kessen 1 (jap. 人外魔境新宿決戦 ①) - 224. Jingai makyō Shinjuku kessen 2 (jap. 人外魔境新宿決戦 ②) - 225. Jingai makyō Shinjuku kessen 3 (jap. 人外魔境新宿決戦 ③) - 226. Jingai makyō Shinjuku kessen 4 (jap. 人外魔境新宿決戦 ④) - 227. Jingai makyō Shinjuku kessen 5 (jap. 人外魔境新宿決戦 ⑤) |                     |                        |                  |                        |
| 26 | 4 kwietnia 2024     | ISBN 978-4-08-883884-7 | 4 lipca 2025     | ISBN 978-83-8389-173-6 |
| Lista rozdziałów - 228. Jingai makyō Shinjuku kessen 6 (jap. 人外魔境新宿決戦 ⑥) - 229. Jingai makyō Shinjuku kessen 7 (jap. 人外魔境新宿決戦 ⑦) - 230. Jingai makyō Shinjuku kessen 8 (jap. 人外魔境新宿決戦 ⑧) - 231. Jingai makyō Shinjuku kessen 9 (jap. 人外魔境新宿決戦 ⑨) - 232. Jingai makyō Shinjuku kessen 10 (jap. 人外魔境新宿決戦 ⑩) - 233. Jingai makyō Shinjuku kessen 11 (jap. 人外魔境新宿決戦 ⑪) - 234. Jingai makyō Shinjuku kessen 12 (jap. 人外魔境新宿決戦 ⑫) - 235. Jingai makyō Shinjuku kessen 13 (jap. 人外魔境新宿決戦 ⑬) - 236. Minami e (jap. 南へ) |                     |                        |                  |                        |
| 27 | 4 lipca 2024        | ISBN 978-4-08-884115-1 | —                |                        |
| Lista rozdziałów - 237. Jingai makyō Shinjuku kessen 14 (jap. 人外魔境新宿決戦 ⑭) - 238. Jingai makyō Shinjuku kessen 15 (jap. 人外魔境新宿決戦 ⑮) - 239. Baka sabaibā!! (jap. バカサバイバー！！) - 240. Baka sabaibā!! ~ikinokore~ (jap. バカサバイバー！！〜生き残れ〜) - 241. Baka sabaibā!! ~kachinokore~ (jap. バカサバイバー！！〜勝ち残れ〜) - 242. Baka sabaibā!! ~maiagare~ (jap. バカサバイバー！！〜舞い上がれ〜) - 243. Baka sabaibā!! ~sanzameke~ (jap. バカサバイバー！！〜さんざめけ〜) - 244. Jingai makyō Shinjuku kessen 16 (jap. 人外魔境新宿決戦 ⑯) - 245. Jingai makyō Shinjuku kessen 17 (jap. 人外魔境新宿決戦 ⑰) |                     |                        |                  |                        |
| 28 | 4 października 2024 | ISBN 978-4-08-884211-0 | —                |                        |
| Lista rozdziałów - 246. Jingai makyō Shinjuku kessen 18 (jap. 人外魔境新宿決戦 ⑱) - 247. Jingai makyō Shinjuku kessen 19 (jap. 人外魔境新宿決戦 ⑲) - 248. Jingai makyō Shinjuku kessen 20 (jap. 人外魔境新宿決戦 ⑳) - 249. Jingai makyō Shinjuku kessen 21 (jap. 人外魔境新宿決戦 ㉑) - 250. Jingai makyō Shinjuku kessen 22 (jap. 人外魔境新宿決戦 ㉒) - 251. Jingai makyō Shinjuku kessen 23 (jap. 人外魔境新宿決戦 ㉓) - 252. Jingai makyō Shinjuku kessen 24 (jap. 人外魔境新宿決戦 ㉔) - 253. Jingai makyō Shinjuku kessen 25 (jap. 人外魔境新宿決戦 ㉕) - 254. Jingai makyō Shinjuku kessen 26 (jap. 人外魔境新宿決戦 ㉖) |                     |                        |                  |                        |
| 29 | 25 grudnia 2024     | ISBN 978-4-08-884377-3 | —                |                        |
| Lista rozdziałów - 255. Jingai makyō Shinjuku kessen 27 (jap. 人外魔境新宿決戦 ㉗) - 256. Jingai makyō Shinjuku kessen 28 (jap. 人外魔境新宿決戦 ㉘) - 257. Jingai makyō Shinjuku kessen 29 (jap. 人外魔境新宿決戦 ㉙) - 258. Jingai makyō Shinjuku kessen 30 (jap. 人外魔境新宿決戦 ㉚) - 259. Jingai makyō Shinjuku kessen 31 (jap. 人外魔境新宿決戦 ㉛) - 260. Jingai makyō Shinjuku kessen 32 (jap. 人外魔境新宿決戦 ㉜) - 261. Jingai makyō Shinjuku kessen 33 (jap. 人外魔境新宿決戦 ㉝) - 262. Jingai makyō Shinjuku kessen 34 (jap. 人外魔境新宿決戦 ㉞) |                     |                        |                  |                        |
| 30 | 25 grudnia 2024     | ISBN 978-4-08-884378-0 | —                |                        |
| Lista rozdziałów - 263. Jingai makyō Shinjuku kessen 35 (jap. 人外魔境新宿決戦 ㉟) - 264. Jingai makyō Shinjuku kessen 36 (jap. 人外魔境新宿決戦 ㊱) - 265. Ano hi (jap. あの日) - 266. Jingai makyō Shinjuku kessen 37 (jap. 人外魔境新宿決戦 ㊲) - 267. Jingai makyō Shinjuku kessen 38 (jap. 人外魔境新宿決戦 ㊳) - 268. Ketchaku (jap. 決着) - 269. Kentō (jap. 検討) - 270. Yume no owari (jap. 夢の終わリ) - 271. Kore kara (jap. これから) |                     |                        |                  |                        |